# Vincent Danihel
Vincent Danihel (2. února 1946 - 2011) byl slovenský a československý právník a politik romského původu, po sametové revoluci poslanec Sněmovny lidu Federálního shromáždění za Komunistickou stranu Slovenska, později za Stranu demokratické levice.

## Biografie
Vystudoval práva a byl aktivní v Praze jako šéfredaktor romského časopisu Lačho lav.
Ve volbách roku 1990 zasedl do Sněmovny lidu (volební obvod Západoslovenský kraj) za KSS, která v té době byla ještě slovenskou územní organizací celostátní Komunistické strany Československa (KSČS). Postupně se ale osamostatňovala a na rozdíl od sesterské strany v českých zemích se transformovala do postkomunistické Strany demokratické levice, do jejíhož klubu přešel. Ve Federálním shromáždění setrval do voleb roku 1992.
V 90. letech byl aktivní v Slovenském helsinském výboru. V letech 1999-2001 působil jako první zmocněnec vlády Slovenské republiky pro romské komunity. Z funkce ho pro neshody odvolal ministr Pál Csáky.